# غويندولين لوغان
غويندولين لوغان (بالإنجليزية: Gwendolyn Logan)‏ هي كاتبة سيناريو وممثلة أمريكية، ولدت في 30 ديسمبر 1881، وتوفيت في 26 أكتوبر 1967 بسبب مرض.

## أعمال

### أفلام
- كبرياء وتحامل

## وصلات خارجية
- غويندولين لوغان على موقع IMDb (الإنجليزية)
- غويندولين لوغان على موقع قاعدة بيانات الفيلم (الإنجليزية)